# Anna Miros
Anna Miros z domu Podolec (ur. 30 października 1985 w Łańcucie) – polska siatkarka i trenerka, która w swojej karierze grała na pozycjach: przyjmująca, środkowa i atakująca. Jest reprezentantką Polski.
Po zakończeniu kariery sportowej została trenerem grup młodzieżowych w klubie BKS Stal Bielsko-Biała.

## Kariera reprezentacyjna

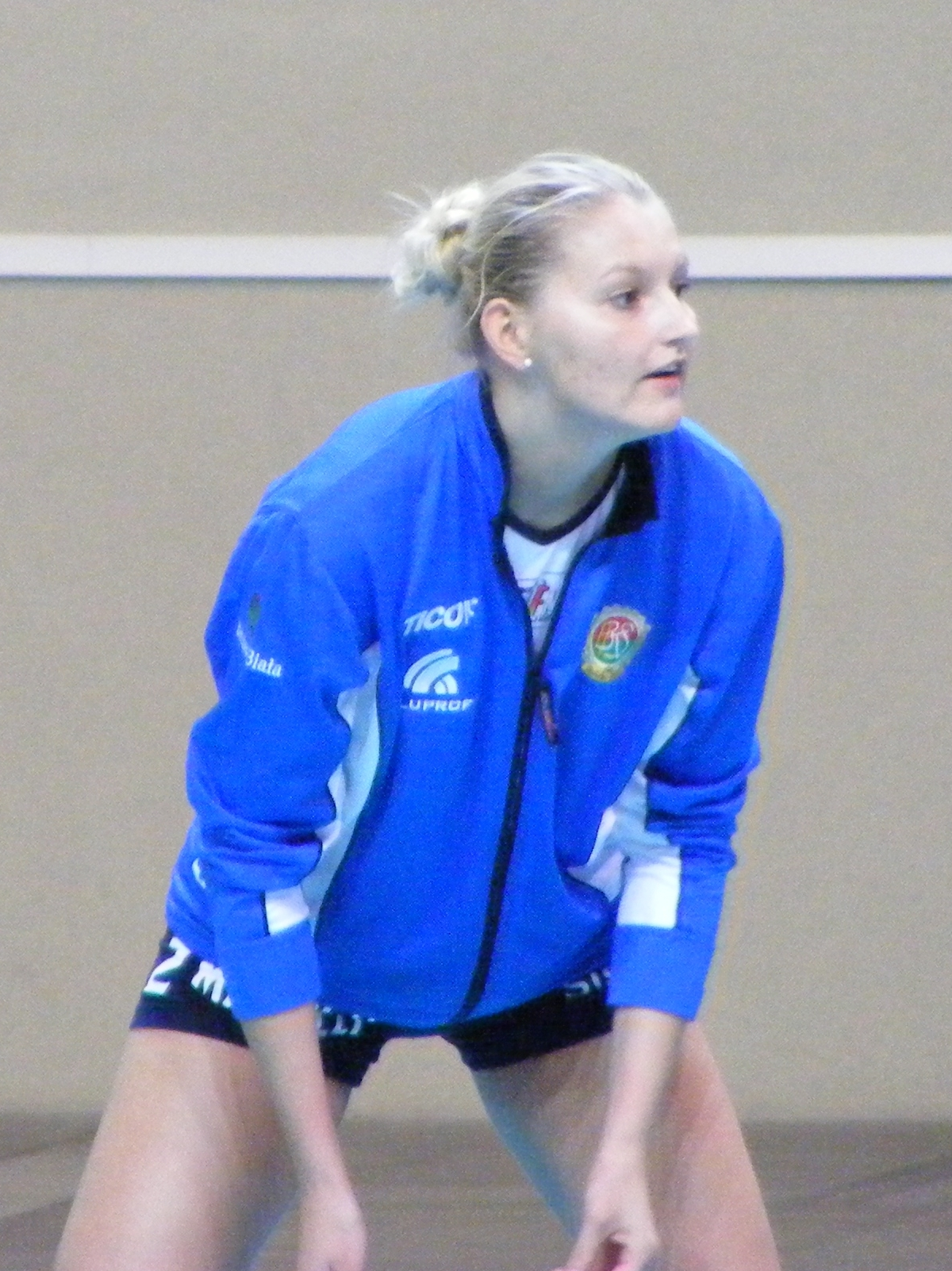
Anna Podolec zawodniczką BKS-u Aluprof Bielsko-Biała w sezonie 2010/2011

Reprezentantka Polski kadetek i juniorek. W reprezentacjach młodzieżowych odnosiła sukcesy (srebro ME kadetek 2001, brąz MŚ kadetek 2001, złoto ME juniorek 2002, brąz MŚ juniorek 2003). Największy sukces reprezentacyjny odniosła na mistrzostwach Europy w 2003 roku, gdzie z drużyną „Złotek” zdobyła złoty medal (była najmłodszą zawodniczką tej drużyny). Ponownie wystąpiła na mistrzostwach Europy w 2007 roku. Reprezentowała Polskę na mistrzostwach świata w 2006 roku oraz na Letnich Igrzyskach Olimpijskich 2008 w Pekinie.
W 2011 po dłuższej przerwie wróciła do reprezentacji Polski, została powołana przez nowego trenera kadry Alojzego Świderka na World Grand Prix 2011 oraz na mistrzostwa Europy 2011, gdzie grała na pozycji środkowej.

## Kariera klubowa
Po ukończeniu SMS-u w Sosnowcu przez kilka lat reprezentowała barwy BKS Stal Bielsko-Biała. W 2007 roku zdecydowała się na karierę za granicą. Od sezonu 2008/2009 występowała we włoskiej Serie A, w drużynie Asystelu Novara.
10 lutego 2009 roku przeszła operację barku, po której poddana była długotrwałej rehabilitacji. Na sezon 2010/2011 wróciła do klubu z Bielska-Białej. Od sezonu 2011/2012 reprezentowała barwy rumuńskiego Dinamo Bukareszt, lecz w związku ze złą sytuacją klubu przeniosła się do zespołu rosyjskiej Superligi kobiet Awtodor-Mietar Czelabińsk, gdzie występowała na pozycji przyjmującej.
W latach 2012–2016 reprezentowała barwy klubu Atom Trefl Sopot. W sezonie 2012/2013 występowała na pozycjach atakującej i przyjmującej, a od sezonu 2013/2014 tylko jako atakująca. W sezonie 2016/2017 zawodniczka Tauronu Banimexu MKS Dąbrowy Górniczej. Od sezonu 2017/2018 do połowy sezonu 2018/2019 występowała w drużynie KSZO Ostrowiec Świętokrzyski. Od połowy sezonu 2018/2019 zawodniczka Energi MKS Kalisz.

## Sukcesy klubowe

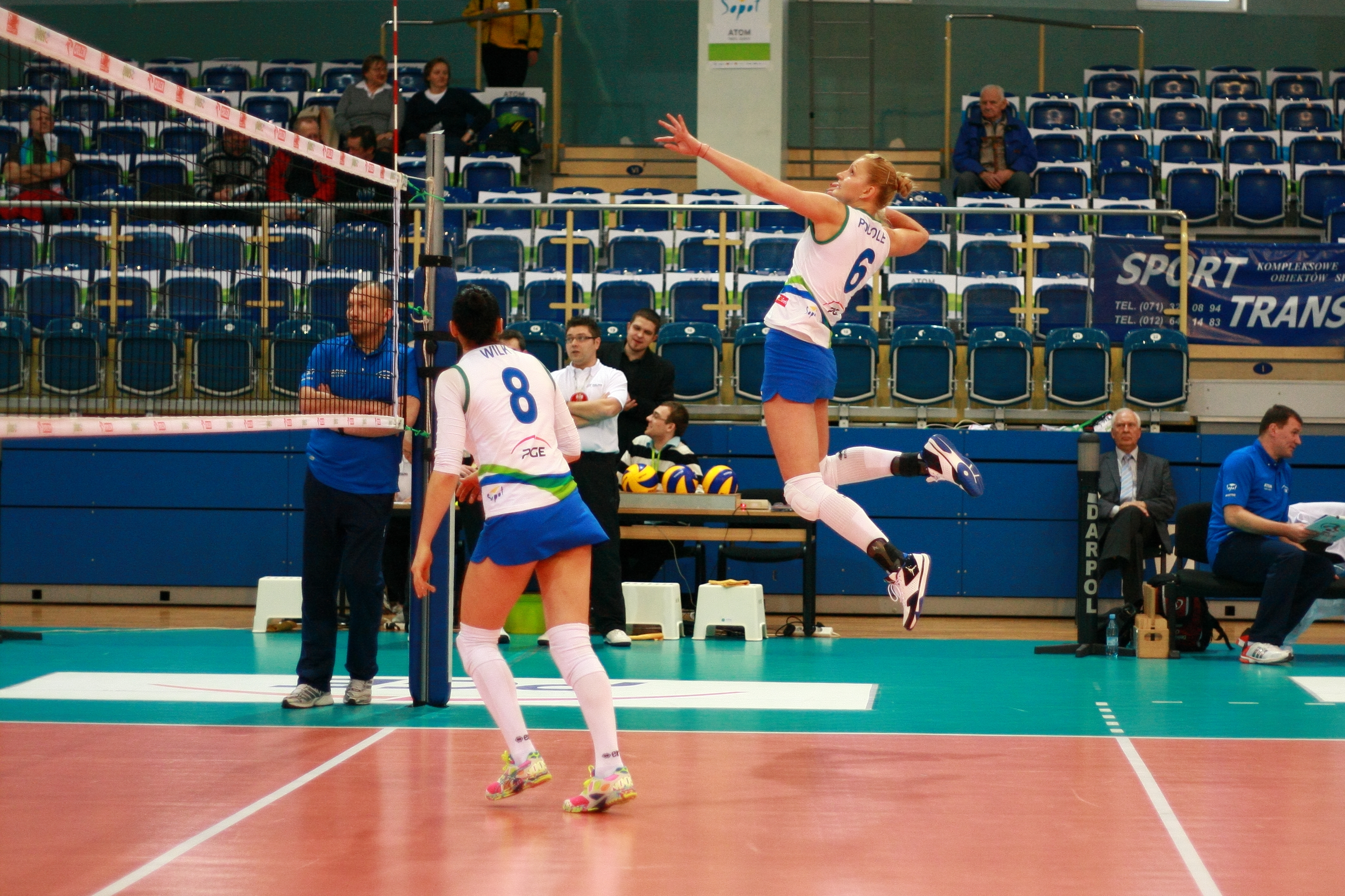
Anna Podolec podczas z ataku prawego skrzydła w drużynie Atom Trefl Sopot w sezonie 2012/2013

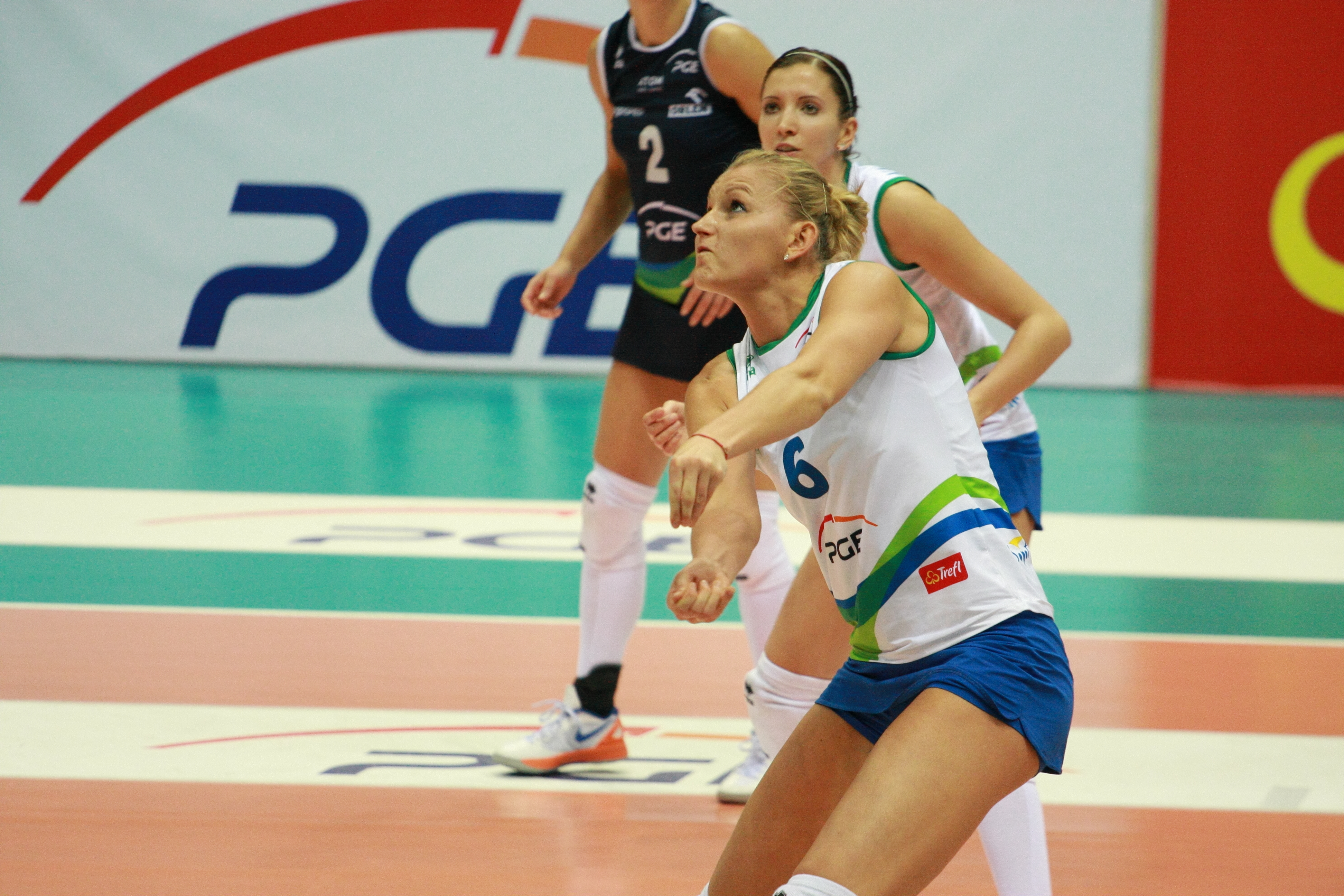
Anna Podolec podczas przyjmowania zagrywki w drużynie Atom Trefl Sopot w sezonie 2012/2013

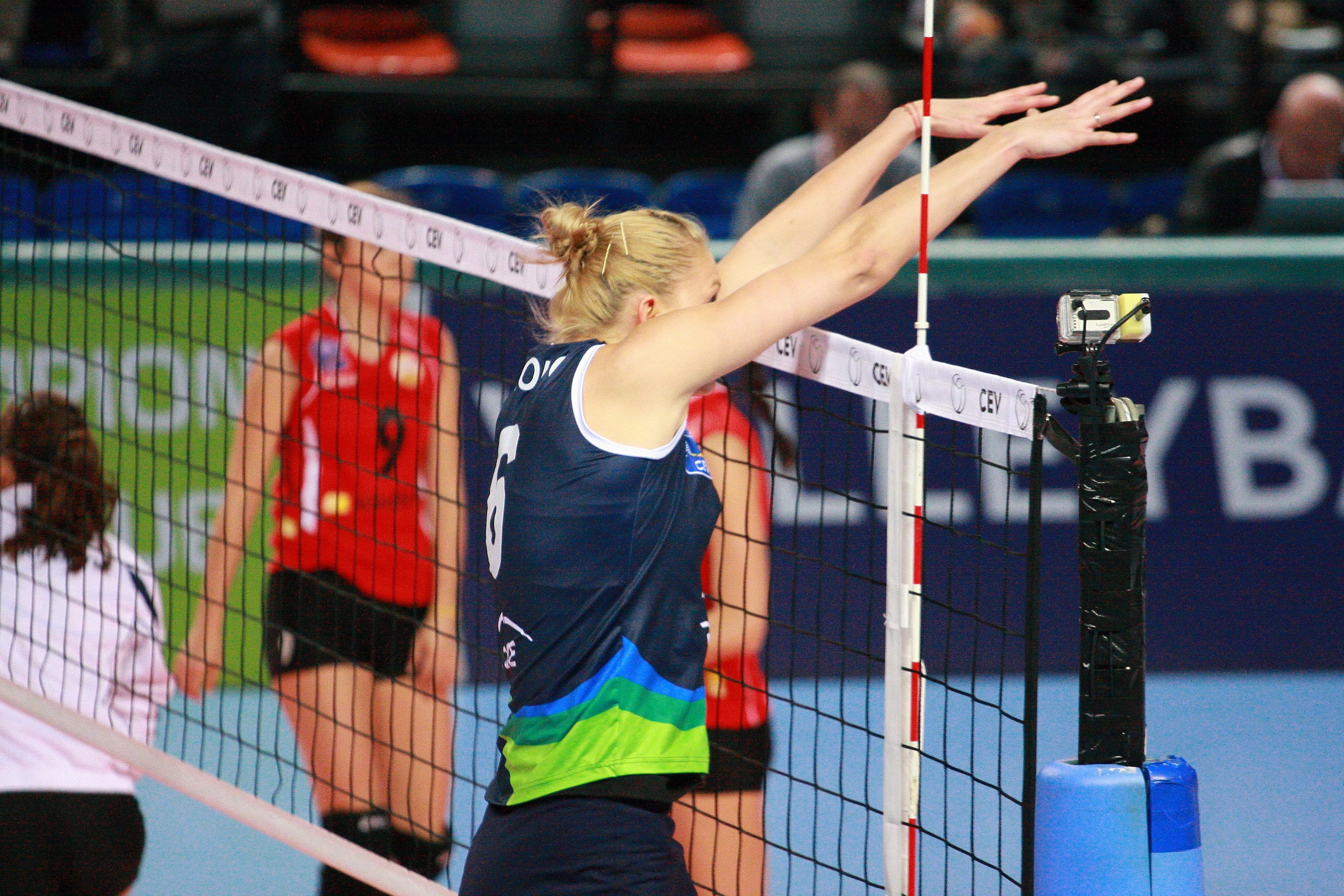
Anna Podolec podczas skakania do bloku w drużynie Atom Trefl Sopot w sezonie 2012/2013

Mistrzostwo Polski:
- 2004, 2013
- 2015, 2016
- 2007, 2011, 2014

Puchar Polski:
- 2006, 2015

Puchar CEV:
- 2009
- 2015

Mistrzostwo Włoch:
- 2009

Superpuchar Polski:
- 2010

Memoriał Agaty Mróz-Olszewskiej:
- 2018

## Sukcesy reprezentacyjne
Mistrzostwa Europy Kadetek:
- 2001

Mistrzostwa Świata Kadetek:
- 2001

Mistrzostwa Europy Juniorek:
- 2002

Mistrzostwa Świata Juniorek:
- 2003

Mistrzostwa Europy:
- 2003

Igrzyska Europejskie:
- 2015